# Bonäs
Bonäs is een plaats in de gemeente Mora in het landschap Dalarna en de provincie Dalarnas län in Zweden. De plaats heeft 458 inwoners (2005) en een oppervlakte van 93 hectare. De plaats ligt aan de westoever van het meer Orsasjön, net ten noorden van de plaats Mora.

## Verkeer en vervoer
Bij de plaats loopt de Riksväg 70.